# ورلدرمیت
ورلدرمیت (انگلیسی: WorldRemit) شرکت خدمات مالی بریتانیایی است، که در سال ۲۰۱۰ تأسیس شد.